# Ейндговен (футбольний клуб)
ФК Ейндговен (нід. Football Club Eindhoven) — нідерландський футбольний клуб з однойменного міста. Чемпіон Нідерландів 1954-го року. Зараз клуб грає в Еерстедивізі (другий за рангом дивізіон Нідерландського футболу). Є одним з двох професійних клубів, які базуються у місті Ейндговен.
ФК Ейндговен проводить свої домашні ігри на стадіоні Ян Лауверс, у південній частині міста. Офіційні кольори клубу синій і білий, тому, їх прізвисько Blauw-witten (синьо-білі).

## Історія
Клуб був заснований 16 листопада 1909 року під назвою  EVV Eindhoven. У 1954 р. «Ейндговен» виграв останній нідерландський чемпіонат до надання професійного статусу лізі. Після того, як клуб став професійним в 1954 році, він грав у Ередивізі до 1957 року, коли команда вилетіла в Еерсте-Дивізі. У 1969 році клуб навіть понизився до Топкласе. Два роки потому клуб зміг повернутися назад в Еерсте-Дивізі, а в 1975 р. «Ейндговен» отримав підвищення в Ередивізі. У 1977 році «Ейндговен» понизився назад в Еерсте-Дивізі, де залишається й досі. За весь цей час команді лише двічі вдавалося зайняти п'яте, найвище, місце в чемпіонаті — в 1979 і 1990 роках. Проте в сезоні 2009/2010 «Ейндговен» пробився в плей-офф за право грати у Ередивізі. У першому раунді був переможений клуб АГОВВ Апелдорн 4-2 (за сумою двох матчів), однак у наступному раунді «Ейндговен» був вибитий командою Віллем II (3-2 за сумою двох матчів).
Найбільш принципове протистояння у «Ейндговена» з клубом ПСВ Ейндговен, що є одним з найсильніших і найтитулованіших клубів в країні, у Lichtstad Derby (Дербі Міста світла). Як футбольне суперництво в деяких інших містах, таких як Глазго, так і суперництво між  Ейндговеном та ПСВ має свої витоки в релігії. Ейндговен завжди був опорою римо-католицтва і був успішнішим за ПСВ у період з 1930 по 1955 рік. ПСВ був більш протестантським клубом, що пов'язано з компанією Philips.

## Стадіон
ФК Ейндговен грає на стадіоні Ян Лауверс, який був відкритий у 1934 році. Матч-відкриття був зіграний з Аяксом, який виграв ту гру з рахунком 8:2. Стадіон вміщує 4500 глядачів. У 1997 році стадіон був названий на честь колишнього гравця клубу Яна Лауверса, який грав за ФК Ейндговен в середині 1950-х років.

## Досягнення
- Чемпіонат Нідерландів
  - Чемпіон (1): 1954
- Кубок Нідерландів
  - Володар (1): 1937